# Arauzo de Torre (kommunhuvudort)
Arauzo de Torre är en kommunhuvudort i Spanien. Den ligger i provinsen Provincia de Burgos och regionen Kastilien och Leon, i den centrala delen av landet, 160 km norr om huvudstaden Madrid. Arauzo de Torre ligger 920 meter över havet och antalet invånare är 106.
Terrängen runt Arauzo de Torre är lite kuperad. Runt Arauzo de Torre är det mycket glesbefolkat, med 3 invånare per kvadratkilometer. Närmaste större samhälle är Caleruega, 6,0 km nordväst om Arauzo de Torre. Trakten runt Arauzo de Torre består till största delen av jordbruksmark.